# 短鬚小麗螺
短须小丽螺（学名：Ganesella brevibarbis）为坚齿螺科小丽螺属的动物，是中国的特有物种。

## 分佈
分布于安徽、浙江、上海、长江下游一带等地，生活环境为陆地，一般生活于阴暗潮湿多腐殖质的树林、灌木丛、草丛中以及落叶石块下。

## 外部連結
- 維基物種上的相關：短鬚小麗螺